# Paravilla imitans
Paravilla imitans är en tvåvingeart som beskrevs av Hall 1981. Paravilla imitans ingår i släktet Paravilla och familjen svävflugor. Inga underarter finns listade i Catalogue of Life.